# 625-й козачий батальйон
625-й козачий батальйон (нім. Kosaken-Bataillon 625, рос. 625-й казачий батальон) — військовий підрозділ Вермахту періоду Другої світової війни, що складався з козаків.

## Історія
У таборі утримання полонених козаків під Шепетівкою у серпні 1942 було сформовано 7-й зведений козачий полк з 10 сотень загальною чисельністю близько 1000 осіб. І-й та ІІ-й батальйони полку перевели під Дорогобуж, де у листопаді-грудні І-й батальйон реорганізували у 624-й козачий батальйон, а ІІ-й у 625-й козачий батальйон 703-го полку (східного) особливого призначення (переформатований згодом у 750-й Козачий полк). Вони складались з п'яти рот. Командиром 625-го козачого батальйону призначили майора Міквіча. Він контролював тил 3-ї танкової армії групи «Центр» і у грудні 1942 — січні 1943 вони в районі Дорогобужа боролись з партизанами. Загалом провели 17 каральних операцій, в яких усі полонені були розстріляні.
З травня 1943 року 625-й батальйон передали до 201-ї охоронної дивізії генерала Альфреда Якобі групи армій «Центр». У червні-липні батальйон діяв проти партизан біля Полоцька у підпорядкуванні 3-ї танкової армії. Влітку 1944 брав участь у операціях «Blitz», «Panthera». У жовтні 1943 батальйони перевели до Франції, де розмістили біля Руаяна на узбережжі Біскайської затоки. 625-й козачий батальйон передали до 750-го східного полку особливого призначення майора Еварта фон Рентельна 1-ї армії. З листопаду переведений як III-й батальйон до 855-о фортечного полку гренадерів 344-ї піхотної дивізії генерала Фелікса Швальбе 1-ї армії (з травня 1944 у складі 15-ї армії в Нормандії). У липні 1944 переважна більшість батальйону дезертували біля Фалеза і здалась союзникам. 625-й козачий батальйон розформували 14 жовтня 1944.